# Политическое завещание Гитлера

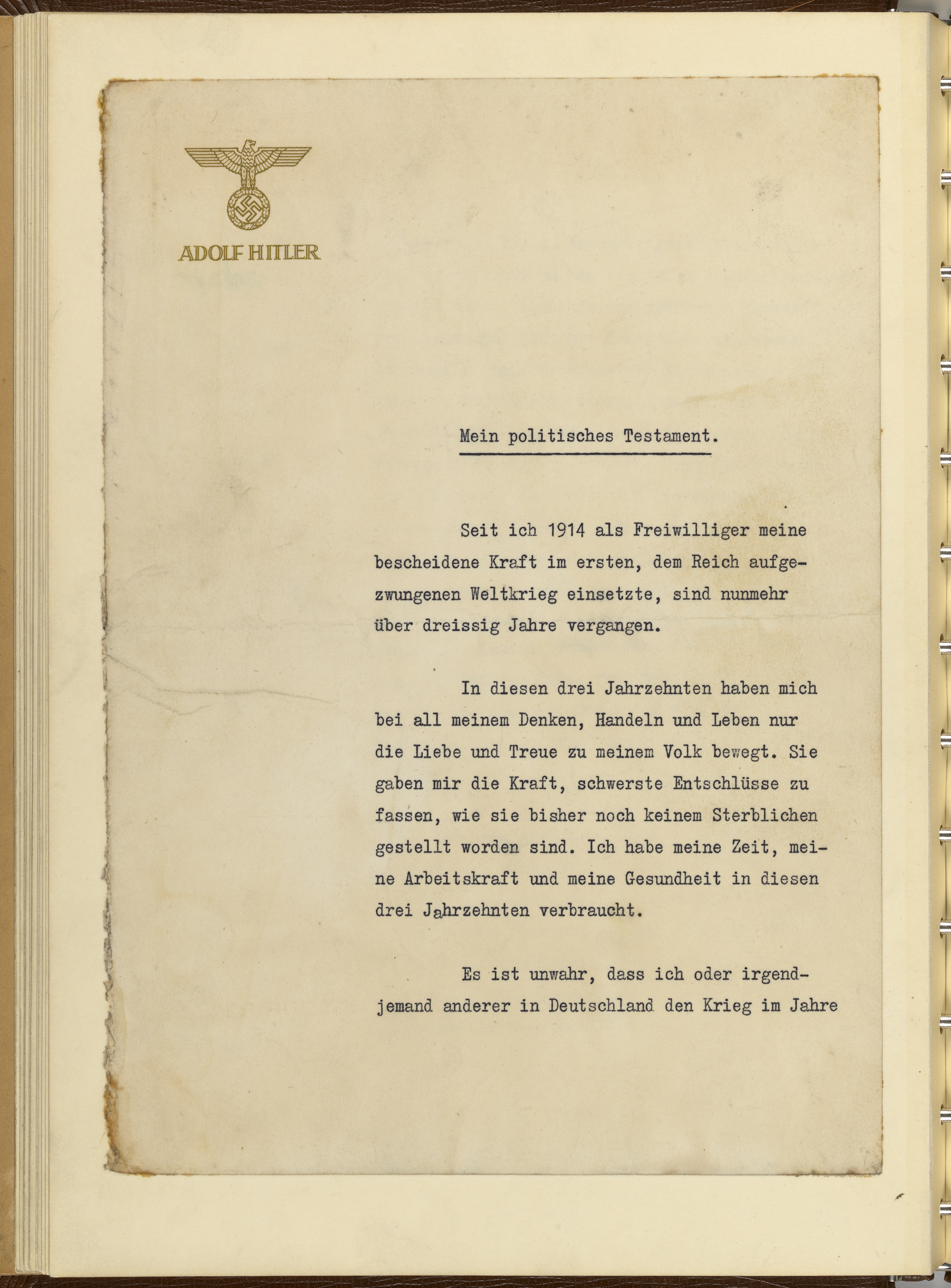
Первая страница завещания

Политическое завещание Гитлера — документ, продиктованный Адольфом Гитлером своей секретарше Траудль Юнге и подписанный им в 4:00 утра 29 апреля 1945 года в берлинском бункере незадолго до самоубийства. В этот же день Адольф Гитлер и Ева Браун поженились.

## Описание
Завещание делится на две части: в первой (последняя воля) Гитлер подводит итог своей жизни и деятельности, объясняет свою политику, рассуждает о причинах начала Второй мировой войны, возложив вину за неё на государственных деятелей других стран, «которые либо сами были еврейского происхождения, либо действовали в интересах евреев». Гитлер объявляет причины своего самоубийства и благодарит народ за поддержку.
Также там указывается:
- признание законности брака с Евой Браун, и что они выбирают смерть, чтобы избежать позора, вызванного осадой и капитуляцией Берлина, после чего их тела должны быть кремированы
- его коллекция произведений искусства остаётся в галерее родного города Линца на Дунае
- предметы личной ценности и предметы обихода должны быть переданы родственникам и его «верным коллегам», в том числе его секретарям («мужчинам и женщинам»), а также фрау Винтер[1] «и всем другим, кто на протяжении многих лет поддерживал меня своими трудами»[2].
- всё остальное должно быть передано Национал-социалистической немецкой рабочей партии.

Исполнителем последней воли был назначен Мартин Борман. Последнюю волю засвидетельствовали д-р Йозеф Геббельс, Мартин Борман и полковник Николаус фон Белов.
Во второй части Гитлер исключил из НСДАП и снял со всех постов Германа Геринга и Генриха Гиммлера за попытку захвата власти и переговоры с врагом. После нескольких исправлений Гитлер в своем завещании представил новый состав правительства. В частности, он завещал включить в новый кабинет министров в качестве «лидеров нации» следующих лиц:
- Рейхспрезидент (нем. Reichspräsident) и верховный главнокомандующий вооруженными силами (Oberbefehlshaer des Wehrmacht)— гросс-адмирал Карл Дёниц.
- Рейхсканцлер (нем. Reichskanzler) — д-р Йозеф Геббельс.
- Министр по делам партии (нем. Parteiminister) — Мартин Борман.
- Министр иностранных дел (нем. Außenminister) — Артур Зейсс-Инкварт.
- Министр внутренних дел (нем. Innenminister) — гауляйтер Пауль Гислер.
- Начальник Верховного командования вермахта (нем.Oberbefehlshaber des Wehrmacht) – фельдмаршал Вильгельм Кейтель.
- Главнокомандующий сухопутными войсками (нем. Oberbefehlshaber des Heeres) — фельдмаршал Фердинанд Шёрнер.
- Главнокомандующий военно-воздушными силами (нем. Oberbefehlshaber der Luftwaffe) — фельдмаршал Роберт Риттер фон Грейм.
- Главнокомандующий военно-морским флотом (нем.Oberbefehlshaber der Marine) –генерал-адмирал Ганс Георг фон Фридебург.
- Рейхсфюрер СС и начальник полиции (нем. Reichsführer-SS und Chef der Deutschen Polizei) — гауляйтер Карл Ханке
- Министр экономики (нем. Wirtschaftsminister) — Вальтер Функ
- Министр сельского хозяйства (нем. Landwirtschaftsminister) — Герберт Бакке
- Министр юстиции (нем. Justizminister) — группенфюрер СА Отто Тирак
- Министр культов (нем. Reichsminister der Kultus) — д-р Густав Адольф Шеель[3]
- Министр пропаганды (нем. Propagandaminister) — д-р Вернер Науман
- Министр финансов (нем. Finanzenminister) — Иоганн Людвиг Граф Шверин фон Крозиг
- Министр труда (нем. Arbeitsminister) — д-р Тео Хупфауэр
- Министр военной промышленности (нем. Rüstungminister) — Карл-Отто Заур
- Руководитель Германского трудового фронта и член кабинета: имперский министр (нем. Leiter der Deutschen Arbeitsfront und Mitglied des Reichskabinetts: Reichsminister) — д-р Роберт Лей

Во второй части завещания Гитлер также благодарит Геббельса и Бормана и призывает их не совершать самоубийства, а продолжать борьбу. Завещание заканчивается призывом к немцам «тщательно соблюдать законы расы и безжалостно противостоять всемирному отравителю всех народов — международному еврейству».
В качестве свидетелей завещание скрепили подписями доктор Йозеф Геббельс, Мартин Борман, генералы Вильгельм Бургдорф и Ганс Кребс.
Во второй половине дня 30 апреля, через полтора дня после того, как он подписал своё завещание, Гитлер покончил жизнь самоубийством.